# Campanula adiyamanensis
Campanula adiyamanensis — вид квіткових рослин з родини дзвоникових (Campanulaceae). Поширений в Туреччині.
Вид обмежується східною Анатолією (Туреччина) і наразі відомий в одному місці в провінції Адьяман.

## Біоморфологічна характеристика
Campanula adiyamanensis морфологічно нагадує C. alisan-kilincii, але відрізняється від нього довшими стебловими листками, глибше лопатевим віночком, забарвленням віночка, відсутністю або короткими придатками чашечки, чітко вираженим стовпчиком і формою коробочки.